# Germano Liberati
Germano Liberati (Montegiorgio, 11 settembre 1939 – Modena, 8 febbraio 2010) è stato un presbitero, docente e scrittore italiano. Ricoprì numerosi incarichi pastorali nell'ambito della Chiesa fermana, fino a creare l'Ufficio per i Beni culturali ecclesiastici e il Museo diocesano di Fermo. Uomo di immensa cultura umanistica, fu professore e pubblicò molte opere di arte e storia locale.

## Biografia
Venne ordinato sacerdote da mons. Norberto Perini il 19 marzo 1963 e si laureò successivamente in Lettere all' Università di Urbino.
Fu vicario cooperatore festivo parrocchia Sant' Anna a Potenza Picena dal 1º ottobre 1963 al 1º settembre 1973.
Fu canonico - curato nella Chiesa Collegiata di Montegiorgio dal 1º maggio 1974 al m31 dicembre 1986.
Fu vicario cooperatore nella parrocchia dei Santi Giovanni Battista e Nicolò di Montegiorgio dal 1º settembre 1973 al 15 settembre 1995.
Fu parroco della Parrocchia dei santi Giovanni Battista e Nicolò di Montegiorgio dal 1995 al 1997.
Per oltre trenta anni fu Segretario Cappellano delle tre Confraternite montegiorgesi del Sacramento, del Suffragio e dello Spirito Santo.
Molta parte della sua vita fu dedicata all' insegnamento della letteratura e della storia dell'arte nel liceo classico Paolo VI di Fermo dal 1º ottobre 1963
Nel giugno 1997 creò l'Ufficio per i Beni culturali ecclesiastici dell'Arcidiocesi di Fermo, che diresse fino al giorno della sua morte.
Membro della Commissione Liturgica Diocesana dal 1º luglio 2004.
La sua attività abbracciò molti altri campi, come lo scautismo, la fondazione e la direzione per lunghi anni del Coro Polifonico Domenico Alaleona

## Opere

### Opere
- Mario Liberati [coautore], Montegiorgio, Camerino, Savini - Mercuri, [1975].
- Economia rurale tra Sette e Ottocento a Fermo, in La società rurale marchigiana dal medioevo al novecento (parte seconda), Atti e memorie, serie 8 - Volume 10 (1976).
- Don Bosco e la sua opera nell'archidiocesi di Fermo: brevi note storiche, Fermo, Parrocchia di S. Giovanni Bosco, 1988.
- Civiltà e arte cristiana nelle Marche, Ancona, Regione Marche, [199.]
- Una *città tra due secoli: Fermo e il Fermano dalla fine del '300 alla metà del '400in Il gotico internazionale a Fermo e nel fermano: Fermo, Palazzo dei Priori, 28 agosto-31 ottobre 1999, Sillabe, 1999
- Appunti per una lettura dei Canti 11.-12. del Paradiso, in Liceo Ginnasio Paolo VI: 30 anni di storia, [Fermo], Fondazione Terzo Millennio, stampa 2000, pp.101-107.
- Mario Liberati [coautore], La collegiata dei SS. Giovanni e Benedetto di Montegiorgio: storia ed arte, Casette d'Ete, Grafiche Fioroni, 2003.

### Curatele
- Il gotico internazionale a Fermo e nel fermano: Fermo, Palazzo dei Priori, 28 agosto-31 ottobre 1999, Sillabe, 1999
- Santi e pellegrini: reliquiari dal 13. al 19. secolo, (a cura di) Alma Morelli,[Fermo, Arcidiocesi di Fermo, 2000]
- ll Teatro Alaleona di Montegiorgio, a cura di Mario Liberati, Fermo, Livi, 2003

## Riconoscimenti
Nel febbraio 2011 gli fu intitolata la biblioteca comunale di Montegiorgio che da allora si chiama biblioteca Mons. Germano Liberati.